# Şamad Yūrdī
Şamad Yūrdī (persiska: صمد یوردی) är en ort i Iran.   Den ligger i provinsen Västazarbaijan, i den nordvästra delen av landet, 700 km nordväst om huvudstaden Teheran. Şamad Yūrdī ligger 1 640 meter över havet och antalet invånare är 236.
Terrängen runt Şamad Yūrdī är kuperad. Runt Şamad Yūrdī är det ganska glesbefolkat, med 48 invånare per kvadratkilometer. Närmaste större samhälle är Qarah Ẕīā' od Dīn, 19,1 km öster om Şamad Yūrdī. Trakten runt Şamad Yūrdī består i huvudsak av gräsmarker.